# Giacinto Giovanni Ambrosi
Giacinto Giovanni Ambrosi, O.F.M. Cap., italijanski rimskokatoliški kapucin, duhovnik, škof in nadškof, * 29. januar 1887, Trst, † 26. september 1965, Thiene.

## Življenjepis
10. avgusta 1909 je prejel duhovniško posvečenje.
13. decembra 1937 je bil posvečen kot škof Chioggie.
Med 28. novembrom 1951 in 1962, ko se je upokojil, je bil nadškof Gorice in Gradiške; ob upokojitvi je postal naslovni nadškof Anchialusa.